# Tenasillahe Island
Tenasillahe Island ist eine kleine Insel im Columbia River, welcher an dieser Stelle die Grenze zwischen den US-Bundesstaaten Washington und Oregon bildet. Die Insel ist dem Clatsop County in Oregon zugeordnet. Sie liegt wenige Kilometer flussabwärts der Insel Puget Island. Trotz ihrer kleinen Fläche entspringen die Flüsse Red Slough und Tenasillahe Slough auf der Insel. Ein Stück flussabwärts liegt die Flussinsel Welch Island.
Leutnant William Robert Broughton fuhr als Teilnehmer der George-Vancouver-Expedition am 25. Oktober 1792 am Tenasillahe Island vorbei. 1805–1806 erreichte die Lewis-und-Clark-Expedition die Gegend; Lewis und Clark nannten die Insel und die benachbarte Welsh Island „Marshy Islands“. Der heutige Name der Insel bedeutet „kleines Land“ („tenas“ = klein und „illahe“ = Land in der Sprache der Chinook-Indianer). 1914 wurde er durch das U.S. Board of Geographic Names in dieser Schreibweise offiziell.